# 1542
1542 (MDXLII) a fost un an comun al calendarului iulian, care a început într-o zi de duminică.

## Evenimente
- Domnitorul Moldovei Petru Rareș construiește Mănăstirea Râșca (Suceava) la îndemnul episcopului de Roman.

## Nașteri
- 31 ianuarie: Ieyasu Tokugawa, șogun japonez (d. 1616)
- 31 august: Isabella de' Medici, ducesă de Bracciano (d. 1576)
- 15 octombrie: Jalaluddin Muhammad Akbar, mare mogul al Indiei (d. 1605)

## Decese
- 21 mai: Hernando de Soto  (n. ?)
- 13 februarie: Catherine Howard  (n. 1524)
- 14 decembrie: Iacob al V-lea al Scoției  (n. 1512)
- 14 iulie: Lisa del Giocondo  (n. 1479)
- 11 octombrie: Sir Thomas Wyatt  (n. 1503)
- 21 septembrie: J. Boscàn Almogáver poet spaniol (n. 1490)
- dată necunoscută: Malik Muhammad Jayasi poet indian (n. 1477)
- dată necunoscută: Jan van Amstel  (n. 1500)
- 22 decembrie: Ieronim Laski diplomat polonez, voievod al Transilvaniei (n. 1496)